# Lamberto I di Nantes
Lamberto I (... – 836) fu conte di Nantes e prefetto della marca di Bretagna tra l'818 e l'831, in seguito duca di Spoleto dall'834 alla morte. Lamberto era succeduto a suo padre Guido di Nantes.

## Biografia
Lamberto partecipò ad una spedizione di Ludovico il Pio nel 818 contro i Bretoni che avevano proclamato Morvan Lez-Breizh come loro re.
Nell'822 un nuovo capo bretone Wiomarc'h si ribellò, ma si sottomise nell'825 ad Aquisgrana, ma durante il suo ritorno in Bretagna, Lamberto lo fece assassinare.
Nell'831 Lamberto appoggiò la ribellione di Lotario I contro Ludovico il Pio e perciò venne esiliato in Italia dove però in compenso ottenne il ducato di Spoleto nell'834 dando così inizio alla dinastia dei Guideschi. Due anni dopo morì per una epidemia che aveva colpito la maggior parte delle persone nell'entourage di Lotario.

## Matrimoni e parentele
Il primo matrimonio di Lamberto fu con una certa Itta, la quale gli partorì il successore nella contea di Nantes, Lamberto II di Nantes.
Il secondo matrimonio fu con Adelaide, figlia maggiore di Pipino d'Italia, a sua volta figlio più anziano di Carlo Magno. Essi ebbero:
- Guido I di Spoleto;

- Garniero, conte ucciso nel 852;
- Dove, badessa di Craon e di Nantes, morta prima dell'846;
- Itta, che sposò Siconolfo di Salerno;
- Corrado, conte e marchese capostipite degli Attonidi.